# El Arenal, Morelia
El Arenal är en ort i Mexiko.   Den ligger i kommunen Morelia och delstaten Michoacán de Ocampo, i den södra delen av landet, 220 km väster om huvudstaden Mexico City. El Arenal ligger 2 221 meter över havet och antalet invånare är 108.
Terrängen runt El Arenal är kuperad. Runt El Arenal är det tätbefolkat, med 493 invånare per kvadratkilometer. Närmaste större samhälle är Morelia, 12,4 km norr om El Arenal. I omgivningarna runt El Arenal växer i huvudsak blandskog.